# Fevziye Sultan
Fevziye Sultan (turco ottomano: فوزیه سلطان, lett. "trionfante" o "vittoriosa"; Parigi, 28 ottobre 1928 – Parigi, 9 aprile 2014) è stata una principessa ottomana, anche nota come Fevziye Osmanoğlu, figlia di Şehzade Ibrahim Tevfik e pronipote del sultano Abdülmecid I.

## Biografia

### Origini
Fevziye Sultan nacque il 28 ottobre 1928 a Parigi. Suo padre era Şehzade Ibrahim Tevfik, unico figlio di Şehzade Mehmed Burhaneddin e nipote del sultano ottomano Abdülmecid I. Sua madre era la quinta e ultima consorte del padre, Hayriye Hanım. Era l'ultima figlia del padre e l'unica della madre e aveva due fratellastri e quattro sorellastre maggiori. 
All'epoca della sua nascita il Sultanato era caduto già da quattro anni e suo padre si trovava in esilio in Francia, dove conobbe e sposò sua madre. Per questo motivo, Fevziye, seppur comunemente nota così, non portò mai ufficialmente il titolo di "Sultana". 
Nel 1930 sua madre la affidò a suo padre e ai suoi parenti, Şehzade Ömer Faruk e sua moglie Sabiha Sultan, che vivevano a Nizza, e se ne andò per vivere con un suo parente. 
Nel 1931 tuttavia Ibrahim Tevfik morì e Hayriye tornò a riprendersi la figlia, con cui visse prima a Parigi e poi in Egitto, dove sposò Seyfulin Bey, che crebbe Fevziye come figlia sua. Per un po' la bambina visse anche con la principessa Wijdan, vedova di Ibrahim Hilmi, uno dei figli del chedivè d'Egitto Isma'il Pasha. Resa ricca dalla morte del marito, Wijdan amava Fevziye come una figlia e voleva occuparsi del suo matrimonio, ma dopo aver perso tutto al gioco dovette rimandarla dalla madre.

### Matrimonio
Fra il 1949 e il 1951 sposò l'ufficiale aeronautico Muhammad Hussein Khayri Bey, figlio di Qadriya Hussein, una principessa egiziana, e Mahmud Khayri Pasha. Rimase presumibilmente vedova nel 1956, quando suo marito, con l'accusa di aver complottato per rovesciare il presidente egiziano Nasser, che aveva preso il potere rovesciando la monarchia d'Egitto, venne arrestato e mai più visto. Non ebbe figli da questo matrimonio. 

### Istruzione e carriera
Dopo la scomparsa del marito Fevziye tornò in Francia, dove, in ottemperanza alla legge sul cognome, prese nome Fevziye Osmanoğlu e studiò giornalismo e sociologia alla Sorbona, laureandosi in traduzione inglese e francese.
Dal 1962 lavorò per l'UNESCO, prima come pianificatrice educativa per sette anni e poi come specialista in comunicazione per altri sette. Infine, venne assegnata al dipartimento culturale. S'impegnò anche in progetti di restauro delle antichità, fra cui uno internazionale di restauro dei monumenti bizantini a Istanbul. 

### Morte
Fevziye morì il 9 aprile 2014 a Parigi, all'età di ottantacinque anni. Al suo funerale, tenuto presso la Grande Moschea di Parigi, prese parte la sua famiglia dispersa fra Francia e Svizzera e il sottosegretario dell'ambasciata turca a Parigi, Ali Onaner.
Venne sepolta nel cimitero mussulmano di Thiais, nella Valle della Marna, in Francia. 